# Nutt
Nutt är en udde i Antarktis. Den ligger i Östantarktis. Australien gör anspråk på området.
Terrängen inåt land är mycket platt. Havet är nära Nutt åt nordost. Trakten är obefolkad. Det finns inga samhällen i närheten.